# 古羅馬人名
在罗马共和国和罗马帝国时代，罗马男性公民名字的命名通常采用三名法（拉丁語：tria nomina），即组成名字的三个部分依次为个人名（praenomen）、氏族名（nomen）和家族名（cognomen），在三名之外还可能有附加名（绰号）。罗马女性公民一般没有个人名和附加名。

## 历史
在罗马王政时代初期，每个人都是用一个名字来称呼的，例如罗穆卢斯（Romulus）或马尼乌斯。随着罗马的扩展以及人口的增加，家族名被引入了进来。到了共和国初期，罗马诸古老家族——后来的氏族——中的每个成员都拥有了至少两个名字：个人名，以及由该家族男性家长的名称演化而来的氏族名。
这种二名式命名法在当时的诸印欧语系各部族中属于独一无二的。此外，名字中的核心部分是从父系继承而来的氏族名，而非个人名，这也许就是为什么在罗马人中间只有这么少的个人名的原因。
后来，随着各氏族的重要性增加以及為了在部族会议辨別拥有投票权的不同部族，新的家族名被引入了进来。因此，罗马贵族的名字通常由三部分组成：个人名，氏族名和家族名。虽然这样的命名方式可以追溯到前5世纪后半叶，但是仍未普及，以至于在前2世纪后期以前，在官方文档中仍没有这样的记录，後來到了苏拉时期才变得普遍。对于平民而言，其接受程度显得更慢。最初的记录出现在前125年左右，一个世纪后才变得普遍。
至於在拜占庭帝國时期，逐渐发展成以希腊文化、希腊语和东正教为立国基础，人们的命名方式也渐渐地希腊化了。

## 个人名
第一名或个人名是由父母选择的，通常是以男性家长本人的名字命名。由于可选择的范围仅限于诸如奥卢斯（Aulus），盖乌斯，格奈乌斯，卢西乌斯（Lucius），马尔库斯，马里乌斯（Manius），塞尔维乌斯（Servius），斯布里乌斯（Spurius），昆图斯，普布利乌斯，提贝里乌斯，提图斯，塞克斯图斯（Sextus），德西穆斯（Decimus）这样的名字，因此很可能出现数代人名字完全相同的情况。因而可能会必须使用其他名字（家族名，以及后来作为绰号使用的附加名）来区分不同的个人。一般情况下，只有挚友才会彼此称呼个人名。

## 氏族名
第二名，或氏族名来自氏族的名字，在男子名中以阳性的形式（通常为-ius）出现，在女子名中以阴性形式（通常为-ia）出现。最早的氏族源自于最早定居罗马的家庭，这些家庭最终发展成了完整的氏族，控制着某一特定的区域。随着罗马的扩张，部族数量也在增加，并不是每一个部族都是源自于最初的定居者。其中有些氏族名来自于伊特鲁里亚人，有些来自于当地部落，还有些则来自周围显著的地理特征，例如河流。最知名的氏族名（阳性）包括：埃米利乌斯，克劳狄乌斯，科尔内利乌斯，多米蒂乌斯，尤利乌斯，尤尼乌斯，庞培伊乌斯，安东尼乌斯以及瓦莱里乌斯。

## 家族名

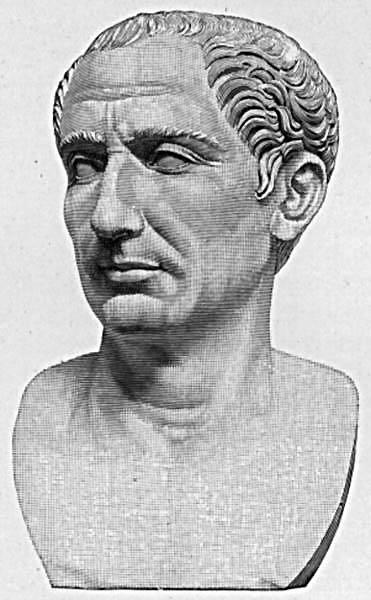
Caesar一词可能来自于长而密的头发caesaries，然而事实上他是个秃头

第三名，或家族名最初是用作区分拥有相同名字者的绰号或者个人的名字，直到前100年左右才在官方文档中出现。通常，家族名都是根据身体或个性特征而起的，有时还颇具讽刺意味：尤利乌斯·恺撒的第三名“恺撒”的意思可能是指长而密的头发，而事实上他是个秃头，而塔西佗的第三名意为沉默，他本人却是一个著名演说家。但是到了共和国时期，第三名不再作为绰号，而是成了用以区分同一氏族内不同家庭，由父亲传给儿子的家族名。

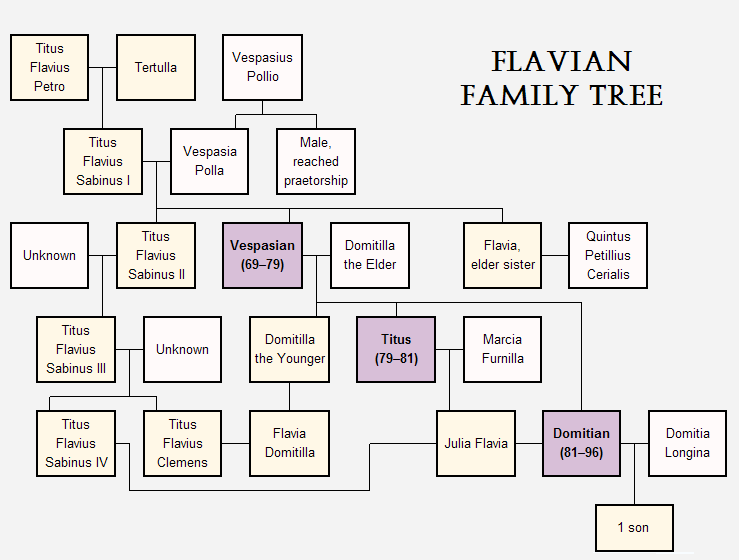
弗拉维王朝的家族树，Flavius来自韦帕芗的父系，而其本人的第三名Vespasianus则来自于其母系

### 源自于氏族名的名字
有些罗马男子的家族名以-anus结尾，这些名字是源自于氏族名，有时是为了纪念其母系祖先，或者如果某人被收养，用以纪念其真正的父系祖先。例如，韦帕芗的氏族名“弗拉维乌斯”源自于他父亲的氏族名，而他的第三名“维斯帕西亚努斯”则来自于他的母亲维斯帕西亚。而其他人则可能是使用其母亲的家族名，例如卡拉卡拉，其外祖父是尤利乌斯·巴西亚努斯，但是卡拉卡拉的第三名不是“尤利亚努斯”而是“巴西亚努斯”。
当某人被另一个家庭收养后，他会使用其养父的名字（除了个人名）。如果他愿意的话，他会把自己本来的氏族名变为一个额外的家族名添加在新名字的后面。例如，普布利乌斯·科尔内利乌斯·西庇阿·埃米利亚努斯（即小西庇阿，第三次布匿战争的胜利者）：他是被与普布利乌斯·科尔内利乌斯·西庇阿同名的长子收养，但是出生于埃米利乌斯氏族。

## 附加名
由于第三名作为家族名被继承因而失去了原先的绰号作用，因此新的绰号——附加名（第四名）出现了。附加名经常在出生后，但不是立即被添加在孩子的名字后面，用以表示某些个性或成就。一个常见的附加名庇乌斯，代表某人拥有诸如诚实，尊敬诸神，甘于为城邦或者家庭奉献这样的美德。
与氏族名和家族名不同的是，附加名常常不被后代继承，除非此子拥有与其父相同的品质或者完成了相同的事业。当然，类似于“奥古斯都”（用于罗马皇帝）或“日耳曼尼库斯”（日耳曼的）这样的附加名最终变成了额外的家族名被世袭。

## 外国名
随着罗马人征服的脚步到达意大利半岛以外的地区，许多外国名字被吸纳了进来。许多老兵从各辅助兵军团中退役，继而获得了罗马公民权，其中的很多人仍然至少在名字中保留原来的一节，其中很多名字源自于希腊。被授予公民权的辅助兵军团士兵往往会使用皇帝的氏族名，并以原来的名字作为家族名。
其他新近获得公民权者也会使用皇帝的氏族名。例如当皇帝卡拉卡拉授予帝国境内所有出生自由者以罗马公民权时，很多人选择了奥雷利乌斯作为氏族名（卡拉卡拉的真实氏族名是 Septimius，Aurelius是他为了显示血统高贵）。

## 女子名
罗马妇女通常没有个人名，而是使用其父的氏族名的阴性形式（通常是-ia）。如果需要更详细的描述，那么在氏族名后会添加其父（婚后为其夫）的家族名。因此，当西塞罗提及一个叫做“Annia P. Anni senatoris filia”的妇女，他指的是元老普布利乌斯· 安尼乌斯（P. Annius）的女儿，简称安妮娅（Annia）。在共和国末期，已婚妇女们已经使用父亲的家族名的阴性形式，而且偶尔还会在变阴性时发生细小的变化。例如，奥古斯都之妻莉薇娅（Livia Drusilla）是马尔库斯·李维·杜路苏斯·克劳狄亚努斯（M. Livius Drusus）之女。
如果只有两个女儿活下来，那么可以使用“大”和“小”来区分。马克·安东尼之女是“大安东尼娅”（尼禄的祖母）和“小安东尼娅”（克劳狄乌斯的母亲），当然“大”和“小”还能用于区分同名的母女。如果有超过两个女儿，则用拉丁文的序数词排序：“科内莉娅·昆塔”（Cornelia Quinta）是科尔内利乌斯第5个女儿。

## 其他元素及使用例

### 父子关系
罗马人还会在姓名中添加所谓“父子关系”的部分。这部分使用在其父的个人名后添加拉丁语词“儿子”filius（缩写f.），有时还使用祖父的个人名后添加nepos（孙子，缩写n.）。例如恺撒的名字就是Gaius Julius Gaii filius Gaii nepos Caesar，意即盖乌斯·尤利乌斯·恺撒，盖乌斯之子，盖乌斯之孙。

### 部族
在共和国中期，部族的缩写也被添加进来，放在父子关系之后。罗马的部族与血缘、民族无关，而纯粹是为了召开部族大会按照地区划分的具有投票功能的单位。某人的主要居住地即是其所属部族。

### 实例分析
全名：Marcus Aurelius Lucii f. Quinti n. tribu Galeria Antoninus Felix, domo Caesaraugusta
| 要素               | 类型         | 解释                         |
| ------------------ | ------------ | ---------------------------- |
| Marcus             | 个人名       | 马尔库斯                     |
| Aurelius           | 氏族名       | 奥雷利乌斯                   |
| Lucii f(ilio)      | 父亲的个人名 | 卢基乌斯之子                 |
| Quinti n(epo)      | 祖父的个人名 | 昆图斯之孙                   |
| tribu Galeria      | 部族         | 来自西班牙的Galleria部族     |
| Antoninus          | 家族名       | 来自这个氏族的安东尼乌斯家族 |
| Felix              | 附加名       | 绰号“幸运者”                 |
| domo Caesaraugusta | 居住地       | 住在西班牙的萨拉戈萨附近     |

在日常生活中，人们往往会使用家族名或个人名加氏族名称呼，由此也造成了现在的学者很难在文献中理解当时所指的那个人物的确切身份。

### 个人名字的变迁
在古罗马，个人的名字会随着他的社会地位而变化，例如第一位罗马皇帝奥古斯都：
前63年，出生。
- C·OCTAVIVS·C·F·
- Gaius Octavius Gaii filius[a]
  - 屋大维氏族的盖乌斯，盖乌斯之子

前44年，恺撒去世，遗嘱中指定其为养子。
- C·IVLIVS·C·F·CAESAR·OCTAVIANVS
- Gaius Iulius Gaii filius Caesar Octavianus
  - 尤利乌斯氏族的盖乌斯·恺撒，盖乌斯[b]之子，旧氏族为屋大维氏族

前42年，恺撒被神化。
- C·IVLIVS·DIVI·F·CAESAR·OCTAVIANVS
- Gaius Iulius Divi filius Caesar Octavianus
  - 尤利乌斯氏族的盖乌斯·恺撒，神之子，旧氏族为屋大维氏族

前31年，成为英白拉多〔統帥(Imperator)、凯旋将军〕。
- IMP·C·IVLIVS·DIVI·F·CAESAR·OCTAVIANVS
- Imperator Gaius Iulius Divi filius Caesar Octavianus
  - 尤利乌斯氏族的盖乌斯·恺撒统帅，神之子，旧氏族为屋大维氏族

前27年，元老院尊其为“奥古斯都”。
- IMP·CAESAR·DIVI·F·AVGVSTVS
- Imperator Caesar Divi filius Augustus
  - 最尊贵的恺撒统帅，神之子

### 引用
1. ↑  Yann Le Bohec. . 吴模信译. : 12. ISBN 710001932X.

### 书籍
- （英文） Cambridge Latin Course, University of Cambridge Press 2004, ISBN 0-521-78230-9
- （英文） Liberati, Anna Maria and Bourbon, Fabio (2005), Barnes and Noble Press, ISBN 0-7607-6234